# کوندوتو
کوندوتو (انگلیسی: Condoto) نام شهری در کشور کلمبیا است.